# Lohmar
Lohmar – miasto w Niemczech, w kraju związkowym Nadrenia Północna-Westfalia, w rejencji kolonia, w powiecie Rhein-Sieg. W 2010 liczyło 31 129 mieszkańców.

## Współpraca
Miejscowości partnerskie:
- Eppendorf, Saksonia
- Frouard, Francja
- Pompey, Francja
- Vila Verde, Portugalia
- Żarów, Polska